# Cemitério de Colônia
O Cemitério de Colônia, localizado em Parelheiros, extremo sul da cidade de São Paulo, é o mais antigo em funcionamento da capital paulista, tendo sido fundado em 1829 por diversos imigrantes que viviam na região, em especial, de origem alemã.

## História
Um grande grupo de imigrantes, em especial alemães, havia chegado a São Paulo com o objetivo de estabelecer uma colônia agrícola e extrativista incentivados pela política de povoamento do governo do imperador Dom Pedro. Os alemães que se estabeleceram em Parelheiros se dedicavam à extração de madeira fornecida para serrarias de Santo Amaro e transformada em móveis e materiais de construção.
Ao todo, cerca de 300 pessoas de 94 famílias haviam chegado para a colonizar a região, e o cemitério foi construído visando receber católicos e protestantes, grupos religiosos predominantes na região à época. Os túmulos dos católicos recebiam cruzes e os dos protestantes não possuíam nenhum tipo de símbolo. Atualmente, a maioria das cruzes não se encontra mais sobre as sepulturas, mas expostas enfileiradas numa das paredes laterais da necrópole. Ao lado do cemitério, havia também pequenas casas de taipa ou madeira, além de uma igreja simples.
Com cerca de duas centenas de túmulos, o Cemitério da Colônia permaneceu em funcionamento até a Segunda Guerra Mundial, quando foi fechado devido à falta de recursos. Após ter sido reaberto parcialmente, recebeu seu último sepultamento na década de 1970, e acabou desativado em 1996, após um longo período de abandono, tendo sido reaberto em 2000, após esforços de diferentes associações alemãs. Com sua reabertura, foram inaugurados dois níveis acima da parte histórica, onde, hoje, ocorrem novos sepultamentos. Desde 2004, ele é incluído como Zona Especial de Preservação Cultural (ZEPEC) no plano regional das subprefeituras.